# Frederik Gerrit Nicolaas Haitsma Mulier
Frederik Gerrit Nicolaas Haitsma Mulier (Bolsward, 16 juli 1845 - Haarlem, 17 september 1910) was een Nederlandse architect. Hij werkte sinds 1876 vanuit Haarlem.

## Biografie

### Familie
Frederik Haitsma Mulier was een telg uit het geslacht Mulier, het vierde kind van Johannes Haitsma Mulier (1811–1859), advocaat, wethouder en burgemeester in Bolsward, en Maria Louisa Ypeij (1816–1898). Op 28 september 1877 trouwde Haitsma Mulier in Haarlem met jonkvrouwe Goverta Teding van Berkhout (1856–1934), dochter van de bankier jonkheer Hendrik Teding van Berkhout (1830–1904) en Goverta Machtella Fontein (1831–1875). Het echtpaar woonde op verschillende adressen in Haarlem tot het in 1907 het door Haitsma Mulier ontworpen huis Raamsingel 12 betrok. Ze kregen vijf kinderen. In september 1910 werd Haitsma Mulier begraven in de Haarlemse Begraafplaats Kleverlaan. In dat familiegraf (1-01312/I) werd ook Goverta, zijn echtgenote begraven, alsook zijn jong gestorven kleinzoon Frederik van Hasselt (1908-1911), tweede kind van zijn oudste dochter Goverta Haitsma Mulier en Johan van Hasselt (1880-1945), uit Amsterdam.

### Carrière
Vanaf 1864 studeerde Haitsma Mulier civiele techniek aan de Polytechnische School te Delft. Nadat hij korte periodes in Roermond en Utrecht had gewoond en zich vestigde in Haarlem, was hij betrokken bij de Haarlemse stadsontwikkeling aan het eind van de 19e eeuw. Men richtte zich toen onder andere op de aanleg van villaparken, zoals het Florapark ontworpen door Louis Paul Zocher. Allerhande neostijlen werden toegepast in de toenmalige Haarlemse architectuur en interieurkunst. Vernieuwend was het combineren van stijlen uit het verleden met nieuwe technieken en materialen uit negentiende eeuw. Het huidige stadsbeeld wordt mede door Haitsma Muliers neorenaissance/barok-werk bepaald.

### Overige activiteiten
Frederik Haitsma Mulier was, evenals zijn jongere broer Willem Dirk, lid van de rederijkerskamer Trou moet Blycken te Haarlem. Hij was voorts bestuurslid van IJsclub Haarlem, waarvan hij sinds 1894 erelid was. Ook was hij actief bij de exploitatie van de Staalwaterbronnen aan het Frederikspark in Haarlem.

## Oeuvre

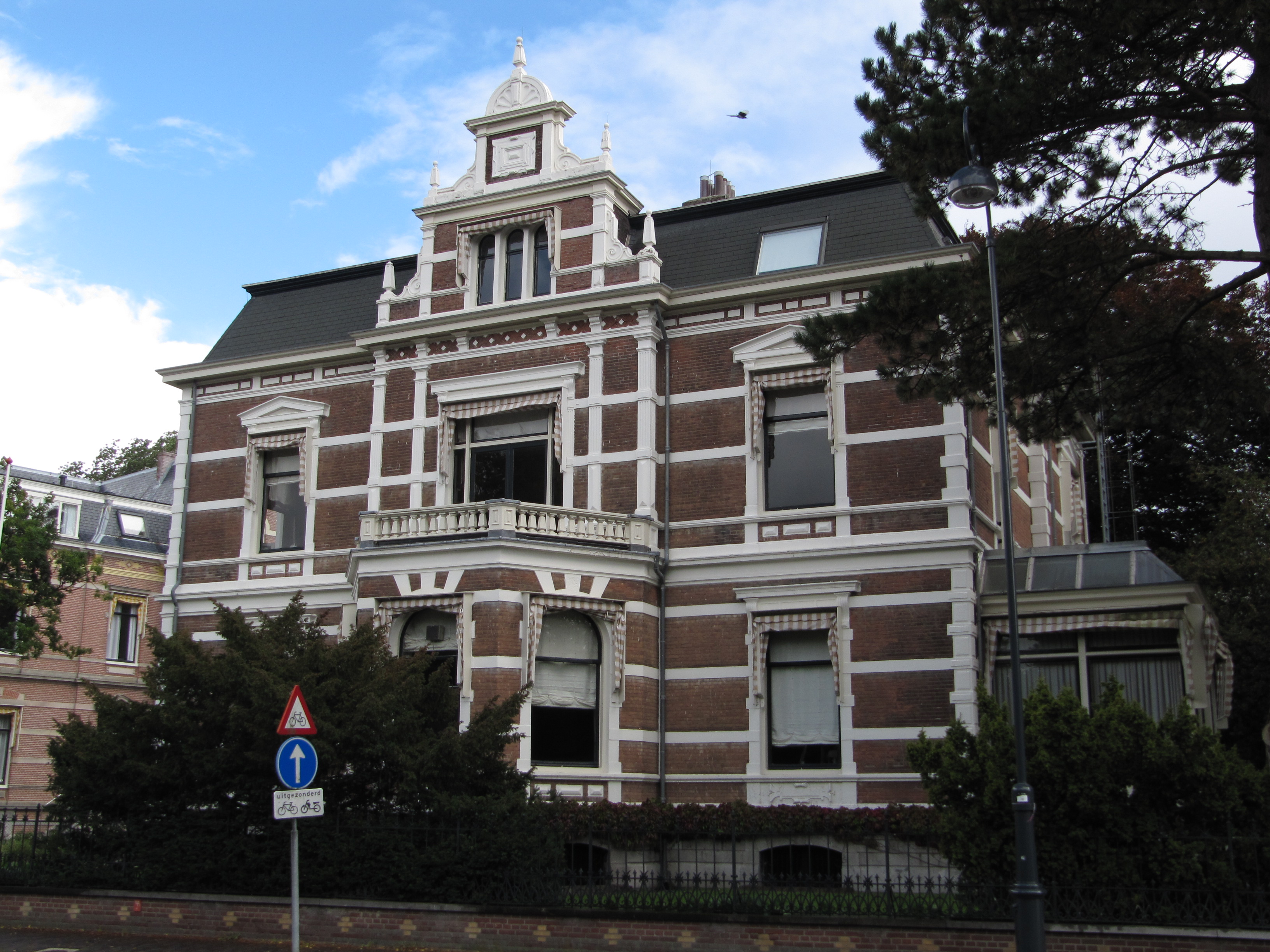
Florapark 5 te Haarlem

Haitsma Mulier is verantwoordelijk voor de volgende gebouwen in Haarlem:
- Ripperda Kazerne (1884), als assistent bij de architect majoor I.J.H. Gijsberti Hodenpijl.
- Het Diaconessenhuis aan de Hazepaterslaan 24 te Haarlem (1887). Dit gebouw was gebouwd voor de tante van Haitsma Muliers vrouw, Anna Johanna Maria Teding van Berkhout, de oprichtster van het Diaconessenhuis. Op hetzelfde terrein heeft Haitsma Mulier ook een barrak (1890) voor het kinderziekenhuis ontworpen. Bovendien heeft Haitsma Mulier een andere uitbreiding van het diaconessenhuis (1893) ontworpen, in samenwerking met C. B. Posthumus Meyjes. Alle gebouwen zijn inmiddels gesloopt.
- Vrijstaande villa aan Florapark 5 (1888), een rijksmonument gebouwd in opdracht van jonkheer A. T. Prins van Westdorpe.[4]
- Vrijstaande villa aan Florapark 4 (1889), een rijksmonument gebouwd in opdracht van jonkheer P. Quarles van Ufford.[5] Thans kantoorpand.
- Uitbreiding van het woonhuis van de familie Enschedé aan Klokhuisplein 9 (1891).[6][7] Thans in gebruik als restaurant/hotel.
- Twee huizen aan de Nassaustraat 18-20 (1891), namens zijn schoonvader jonkheer H. Teding van Berkhout.
- Herenhuizen aan de Leidsevaart 92-100 (1892), in opdracht van de Haarlemsche Bankvereeniging waarvan zijn schoonvader medeoprichter was.
- Woonhuis aan Nieuwe Gracht 53 (1892)[8] in opdracht van de Haarlemsche Bankvereeniging.
- Woonhuizen aan de Wagenweg 21-23 (1893), naast het Florapark, in opdracht van de Haarlemsche Bankvereeniging.
- De Villa 'Nieuw Stadwijk' aan de Wagenweg 66 (1894), in opdracht van F. M. Baron van Lijnden.
- Kantoorgebouw aan de Zijlstraat 76 (1895), neorenaissance-ontwerp in rode verblendsteen.[7] Dit was het kantoor van de Haarlemsche Bankvereeniging.
- Raamsingel 12 (1907), zijn eigen woonhuis.

Buiten Haarlem ontwierp Haitsma Mulier de volgende gebouwen:
- Het voormalige raadhuis van Bennebroek (1894), thans woonhuis en gemeentelijk monument aan de Rijksstraatweg 43.[9][10]
- Villa 'de Viersprong' (1900), Zandvoorterweg 62, Aerdenhout.
- Villa 'Bosch en Duinzicht' (1903) aan de Rijksstraatweg 79 te Bennebroek, in opdracht van de toenmalige burgemeester van Bennebroek B. J. D. Zubli.
- Huis Spelderholt, Beekbergen (1907), in opdracht van jonkheer Louis Frederik Teixeira de Mattos.[11] Bij het gelijknamige landgoed werd in 2021 de 'Haitsma Mulierlaan' aangelegd.
- Villa 'Beau Regard' aan de Zwiepseweg in Lochem ontwierp Haitsma Mulier omstreeks 1895 in opdracht van zijn broer Tjepke. Ze werd omstreeks 1970 afgebroken.

Haitsma Mulier heeft ook enkele verbouwingen ontworpen, zoals een nieuwe voorgevel voor het pand Kruisstraat 49 te Haarlem en een uitbreiding aan Villa 'Duinrust' aan de Bloemendaalseweg 188 te Bloemendaal.
Enkele gebouwen zouden, volgens oude krantenartikelen, door Haitsma Mulier zijn ontworpen, maar van deze gebouwen is het adres niet bekend:
- Een ijsfabriek, werkplaats en huis (1899) te IJmuiden voor de Zeevisscherij Maatschappij 'Doggersbank' van zijn zwager Jan Pieter Teding van Berkhout.
- Een villa met stal, koetshuis en koetsierswoning te Den Haag (1899).[13]
- Een ontwerp voor tien arbeiderswoningen (1907) te Bennebroek. Of deze huizen ook zijn gebouwd is onduidelijk.[14]